# Tudor Barbu
Tudor Barbu (n. 14 februarie 1959, București, România) este un jurnalist și fost politician român care, între decembrie 2012 și decembrie 2016 a deținut funcția de senator al României. A fost ales senator în legislatura 2012-2016, din partea PP-DD.
A prezentat emisiunea Se întâmplă acum, care a fost transmisă pe televiziunile TVR 2, OTV, B1TV și TVR 3. A fost director al TVR 3 din 2022 până în 2025 când s-a pensionat., 

## Viața
În timpul regimului comunist, a refuzat să devină membru al Partidului Comunist Român (PCR), tatăl său fiind arestat pentru dezaprobarea față de politica autorităților comuniste. În anul 1999, a absolvit Facultatea de Drept a Universității Nicolae Titulescu. În perioada 2000-2004, a urmat cursurile Colegiului de Siguranță Națională, sub egida Serviciului Român de Informații.

## Cariera profesională
După revoluția din 1989 a devenit reporter de știri pentru TVR. A lucrat pentru TVR între anii 1980 și 1986, mai întâi ca funcționar în arhiva de filmotecă, apoi ca operator pentru producție de emisiuni și filme. Din 1986 până în 1990 a fost operator fotograf la ICPI. A revenit la TVR în 1990, lucrând ca reporter la redacția de știri. A fost editor-coordonator la jurnalul de la Tele 7abc, din 1997 până în 1998, apoi Director al Departamentului Publicitate de la Prima TV, câteva luni din anul 1998. După aceea, a lucrat la ProTV, ca producător de știri, și a revenit la TVR 2. La TVR 2, împreună cu Carul 8 de filmare, a realizat emisiunea „Se întâmplă acum”. La Televiziunea Română a lucrat ultima oară ca realizator de emisiuni TV între 1998-2007 și membru în CA al TVR între 2005-2007. În 2007, Barbu s-a angajat la OTV, care a preluat emisiunea „Se întâmplă acum”, prezentând această emisiune până la data de 19 decembrie 2012, când a fost validat în funcția de senator în Parlamentul României, neavând posibilitatea să mai lucreze în televiziune pe durata mandatului. În 2010, OTV a câștigat procesul intentat la Consiliul Național al Audiovizualului împotriva Antenei 3, din cauza emisiunii.

## Cariera politică
În 2012, Barbu s-a înscris în PP-DD și a fost desemnat candidat pentru un mandat de senator de Gorj, pe colegiul electoral 1. A pierdut alegerile din 9 decembrie 2012, însă a obținut mandatul la redistribuire. Pe 16 decembrie 2012, a fost ales lider al grupului parlamentar PP-DD din Senat, funcție pe care a păstrat-o până la data de 4 februarie 2013, după ce a fost ales secretar în Biroul Permanent al Senatului. La 17 iunie 2013, Barbu a demisionat din PP-DD.
Senatorul Tudor Barbu a devenit membru al Partidului Conservator (PC), fiind prezentat într-o conferință de presă de noii săi colegi Bogdan Ciucă și Maria Grapini. Ulterior, a trecut la Partidul Național Liberal (PNL), îndeplinind pentru o perioadă și funcția de co-președinte PNL Gorj.